# Tamás Iváncsik
Tamás Iváncsik, madžarski rokometaš, * 3. april 1983, Győr.
Leta 2010 je na evropskem rokometnem prvenstvu s madžarsko reprezentanco osvojil 14. mesto.